# Larry Pruden
Larry Pruden (født 28. juli 1925 i New Plymouth, død 1. oktober 1982 i Wellington, New Zealand) var en newzealandsk komponist, dirigent, pianist og percussionist.
Pruden fik klaver- og orgelundervisning som dreng, indtil han helligede sig kompositionen. Han var i begyndelsen selvlært, med undtagelse af enkelte timer privat hos Douglas Lilburn. Pruden kom til London, hvor han studerede komposition på Guildhall School of Music and Drama (1951-1954) hos Benjamin Frankel.
Han vendte tilbage til New Zealand (1955), hvor levede som freelancekomponist og dirigent til sin død i 1982.
Han har skrevet orkesterværker, kammermusik, sange, solostykker for forskellige instrumenter.